# 专栏

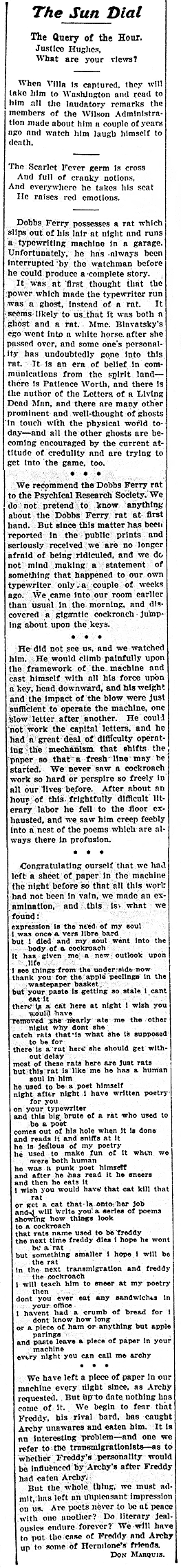
报纸专栏

专栏是指报纸、杂志或其他出版物中定期發表的有作者署名的評論文章的地方，有些专栏有固定的欄目名稱。經常在專欄發表評論文章的人稱為專欄作家。专栏与其他形式的新闻不同之处在于，它通常是作者發表自己意见或观点的地方，而比較嚴謹的新聞不太會直接夾帶自己的評論。專欄文章篇幅不一。有些作者主要就思想、理論方面做出評論，有些只是對實時新聞做出短小評論。